# Emancipació dels jueus

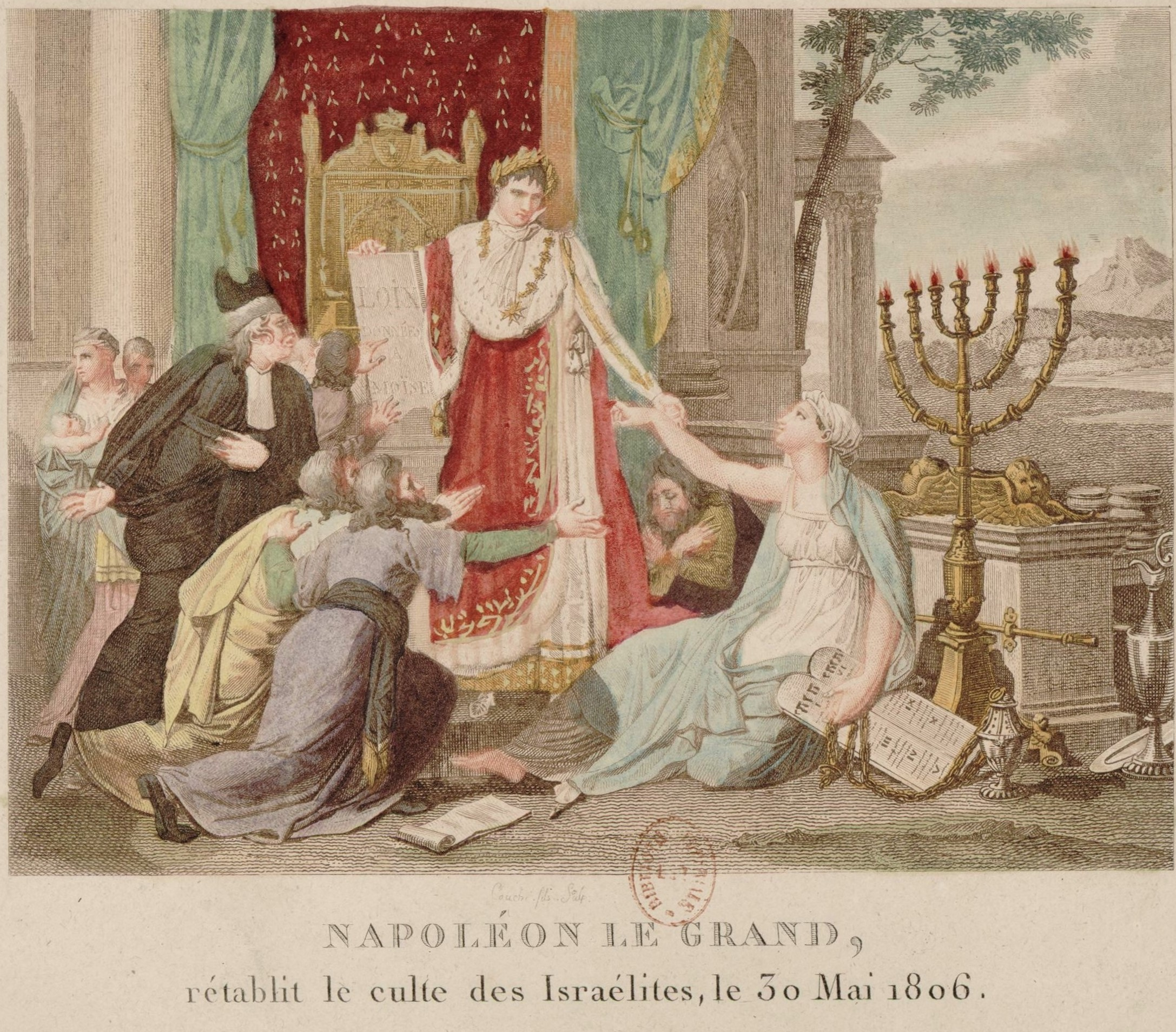
Gravat del 1806 on Napoleó Bonaparte emancipa els jueus.

L'emancipació dels jueus fou el procés extern (i intern) en diverses nacions europees per eliminar les restriccions a les quals era sotmès el poble jueu, i reconèixer que els jueus tenien el dret a la igualtat i a la ciutadania en una base comunal, i no només individual. Va incloure esforços de la comunitat per integrar-se a les seves societats com a ciutadans, i va ocórrer gradualment entre finals del segle xviii (amb la Il·lustració i l'Haskalà) i principis del segle xx.
Diverses nacions van abolir o reemplaçar lleis discriminatòries contra els jueus. Abans de l'emancipació, la major part de jueus eren apartats de la resta de la societat en zones residencials; l'emancipació era un dels objectius centrals entre els jueus europeus, que van treballar a les seves comunitats per aconseguir la integració en la majoria de societats i una millor educació. Molts van ser actius en l'àmbit polític i cultural a la societat civil europea a mesura que els jueus aconseguien la ciutadania plena. Van emigrar a països que oferien millors oportunitats socials i econòmiques, com l'Imperi Rus i França. Alguns es van passar al socialisme, i altres al nacionalisme jueu, el sionisme.